# 色迦棍钦寺
色迦棍钦寺，简称“色迦寺”，又俗称“康巴寺”，位于中国西藏自治区林芝市巴宜区的本日山山麓，是一座苯教寺院。

## 历史
藏语“色迦棍钦”意为大神鹰寺。色迦棍钦寺是由修行者冬敦·然巴珠赛创建于1333年。因为冬敦来自康区，故该寺又称“康巴寺”。
如今，本日山周围保存完好的寺庙有4座，即吉日寺、大卓萨寺、达则寺、色迦棍钦寺，均属苯教。达则寺曾为西藏苯教第二大寺。

## 宗教活动
每年藏历四月十三日至十五日，色迦棍钦寺举行“泊尔”节（意为“拜鹰节”）。传说，很久以前，一位名叫冬敦·然巴珠赛的苯教大巫师到贡布地区的一座大山的岩洞内修行。因其道行很高，各地信众遂集资兴建了一座寺院供其居住。冬敦·然巴珠赛以该寺为基地，收弟子传教。冬敦·然巴珠赛圆寂时，一只大鹰飞来，翅膀如刀剑般，日夜守护其遗体，直到藏历四月十三日，信众为冬敦·然巴珠赛建好了灵塔，将遗体供奉于塔内。遗体入塔仪式结束后，大鹰长鸣、点头，绕塔飞了三周后，向大山深处飞去。信众由此认为大鹰是冬敦· 然巴珠赛之化身，遂敬大鹰为“神鹰”。这座寺庙遂取名为“色迦棍钦寺”（大神鹰寺），这座大山被称作“泊尔”神山（即本日神山），并且每年藏历四月十三日至十五日在该寺祭祀冬敦·然巴珠赛，朝拜神鹰，形成了一年一度的“泊尔”节。据说那只神鹰每年都会到灵塔四周巡视，并且领受祭品。 
每年“泊尔”节期间，来自昌都、黑河、前藏、后藏、四川、青海、甘肃等藏区的苯教徒纷纷来到色迦棍钦寺朝拜神鹰，并且围绕本日神山转经。过去，来自不丹、锡金等国的苯教徒也来参加。

## 建筑
色迦棍钦寺的殿堂内供奉有苯教祖师辛饶·米沃且、度母、冬敦·然巴珠赛等塑像。 